# Henrique Pereira Rosa

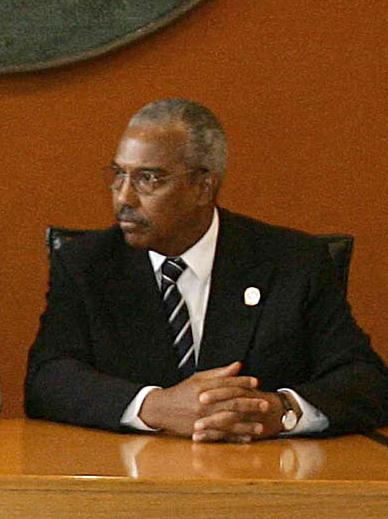
Henrique Rosa (2005)

Henrique Pereira Rosa [ẽˈɾikɨ pɨ'ɾɐi̯ɾɐ ˈɾɔzɐ] (* 18. Januar 1946; † 15. Mai 2013) war von 2003 bis 2005 Präsident von Guinea-Bissau.

## Leben
Rosa war 1994 Präsident der Wahlkommission bei den Präsidentschaftswahlen, bei denen João Bernardo Vieira zum dritten Mal wiedergewählt wurde.
Die Militärregierung, die nach dem Sturz des Präsidenten Kumba Ialá am 14. September 2003 unter dem Vorsitz von Veríssimo Correia Seabra amtierte, setzte Rosa am 28. September 2003 als Übergangspräsidenten ein. Rosa war zuvor Geschäftsmann und zunächst nicht gewillt, den Posten anzunehmen.
Am 28. März 2004 fanden freie Parlamentswahlen statt und am 19. Juni 2005 Präsidentschaftswahlen, an denen die ehemaligen Staatschefs Ialá, Sanhá und Vieira teilnahmen. Sanhá war Sieger im ersten Wahlgang, im zweiten Wahlgang wurde Sanhá am 24. Juli 2005 von Viera geschlagen.
Die Amtsübergabe von Rosa an Viera fand am 1. Oktober 2005 statt.